# Sosipolis
Sosipolis (gr. Σωσίπολις; dosł. „Zbawca Miasta”) – w mitologii greckiej lokalne bóstwo lub demon, czczone w Elidzie.
Zgodnie z informacją podaną przez Pauzaniasza (6,20,2–5) w dalekiej przeszłości Arkadyjczycy najechali Elidę. Do broniących miasto wodzów podeszła wówczas kobieta, przekazując im swoje nowo narodzone dziecko. Powiedziała, że we śnie bogowie kazali jej oddać je, by walczyło w obronie ojczyzny. Gdy nadeszli wrogowie, nagie dziecko położono na ziemi na czele wojska. Niemowlę natychmiast zamieniło się w węża, wywołując popłoch w szeregach Arkadyjczyków, którzy rzucili się do ucieczki. Następnie wąż pogrążył się w ziemi. W miejscu tych wydarzeń wzniesiono świątynię, gdzie Sosipolis odbierał cześć wspólnie z uważaną za jego matkę Ejlejtyją. Część jemu poświęcona była niedostępna, wejście do niej miała jedynie sędziwa kapłanka-dziewica, obmywająca posąg bóstwa i przynosząca mu jako pożywienie placki jęczmienne zagniecione w miodzie. Na cześć Sosipolisa palono wonne kadzidła, składano także uroczyste przysięgi na jego imię.
Sosipolis bywał umieszczany w orszaku Tyche, przedstawiano go wówczas jako chłopca w szacie ozdobionej gwiazdami, z rogiem obfitości w ręku.